# Flora Dobler Sutton
Flora Dobler Sutton  (* 7. Juni 1890 in Baltimore, Maryland; † 23. Juni 1976 ebenda) war eine US-amerikanische Mathematikerin mit dem Schwerpunkt Statistik.

## Leben und Werk
Sutton hatte sechs Geschwister, besuchte öffentliche Schulen und die Western High School in Baltimore. 1908 begann sie ihr Studium am Woman’s College of Baltimore (Goucher College nach 1910) und erhielt 1912 den Bachelor-Abschluss. 1915 studierte sie an der Johns Hopkins University, wo sie Kurse in Mathematik, Pädagogik und Statistik belegte.  1919 besuchte sie die Sommerschule, wo sie Kurse in Funktionentheorie, Zahlentheorie, Gruppentheorie, Wahrscheinlichkeitstheorie, Vektoranalysis, endliche Gruppen und mehrere Kurse in höherer Geometrie besuchte. Sie nahm auch an einem Kurs für statistische Methoden in der Abteilung für politische Ökonomie teil und schrieb sich 1920 an der Johns Hopkins School of Hygiene and Public Health für zusätzliche Kurse in Statistik ein. Sie promovierte 1921 bei Frank Morley mit der Dissertation: On Certain Chains of Theorems in Reflexive Geometry, wobei die handschriftliche Kopie auf 1920 datiert ist. Von 1922 bis 1923 ersetzte sie einen beurlaubten Mitarbeiter in der Abteilung für Biometrie und Vitalstatistik an der Schule für Hygiene und öffentliche Gesundheit an der Johns Hopkins University.  Zum Zeitpunkt der Volkszählung von 1930 lebte sie in Baltimore mit ihrem verwitweten Vater, zwei Schwestern und einem Bruder und ihr Beruf wurde als Ersatzlehrerin in der High School angegeben.  Sie verbrachte den größten Teil ihres Berufslebens in Baltimore als Statistikerin für eine Börsenmaklerfirma, die als Mackubin, Legg & Co. bekannt war. Ihr Bruder Walter war Missionar und sie besuchte ihn 1959 in Tavoy, Burma. Auf dem Weg dorthin besuchte sie Kopenhagen, Rom, Istanbul, das Taj Mahal und Rangun, auf der Rückreise Thailand, Singapur, Hongkong und Japan.

## Veröffentlichungen
- 1923: On certain chains of theorems in reflexive geometry. In: Amer. J. Math. Band 45, Nr. 2, S. 122–144 doi:10.2307/2370492